# Wilmer Mizell
Wilmer David Mizell (* 13. August 1930 in Vinegar Bend, Washington County, Alabama; † 21. Februar 1999 in Kerrville, Texas) war ein US-amerikanischer Politiker und Sportler. Zwischen 1969 und 1975 vertrat er den Bundesstaat North Carolina im US-Repräsentantenhaus.

## Werdegang
Wilmer Mizell besuchte bis 1949 die High School in Leakesville im Bundesstaat Mississippi. Zwischen 1953 und 1954 diente er in der United States Army. Zwischen 1949 und 1963 war er, mit der Unterbrechung durch seine Militärzeit, professioneller Baseballspieler. Der linkshändige Pitcher, der den Spitznamen „Vinegar Bend“ erhielt, weil er dort mit dem Baseballspielen begann, spielte ab 1952 in der Major League Baseball (MLB) für die St. Louis Cardinals als Starting Pitcher. 1959 nahm er nach einer guten ersten Saisonhälfte das erste und einzige Mal am All-Star Game teil – die Zeitschrift Time bezeichnete ihn 2007 als einen der zehn schlechtesten All-Stars aller Zeiten, da er in der verbleibenden Saison 1959 mit einer Earned Run Average (ERA) von 5,94 sehr schwach pitchte. In der Spielzeit 1960 wechselte er zu den Pittsburgh Pirates, für die er in der World Series 1960 selbst zwar in seinem einzigen Einsatz als Starting Pitcher in Spiel 3 eine Niederlage beisteuerte, aber mit denen er nach dem 4-3-Sieg über die New York Yankees den Meistertitel feierte. Während der Saison 1962 wechselte er zu den New York Mets, wo er fast nur noch als Reliever eingesetzt wurde und im gleichen Jahr seine Karriere beendete. Insgesamt hatte „Vinegar Bend“ Mizell 268 Major-League-Einsätze, in denen er eine ERA von 3,85 und einen knappen Winning Record von 90 zu 88 erzielte.
Zwischen 1963 und 1967 war Mizell in Winston-Salem für Pepsi im Verkaufsmanagement und in der Öffentlichkeitsarbeit tätig. Gleichzeitig begann er als Mitglied der Republikanischen Partei eine politische Laufbahn. Er wurde Mitglied und 1966 Vorsitzender des Kreisrats im Davidson County. Bei den Kongresswahlen des Jahres 1968 wurde er im fünften Wahlbezirk von North Carolina in das US-Repräsentantenhaus in Washington, D.C. gewählt, wo er am 3. Januar 1969 die Nachfolge von Nick Galifianakis antrat. Nach zwei Wiederwahlen konnte er bis zum 3. Januar 1975 drei Legislaturperioden im Kongress absolvieren. In dieser Zeit endete der Vietnamkrieg. 1974 wurde auch die Arbeit des Kongresses von der Watergate-Affäre überschattet, die Mizells Partei schadete und auch zu seiner Abwahl in diesem Jahr mitbeigetragen hat.
Zwischen 1975 und 1976 arbeitete Mizell im US-Handelsministerium als Abteilungsleiter für wirtschaftliche Entwicklungen. Im Jahr 1976 strebte er erfolglos seine Rückkehr in den Kongress an. Während der Präsidentschaft von Ronald Reagan (1981–1989) war Mizell als Assistant Secretary für das Landwirtschaftsministerium tätig. Danach arbeitete er unter Präsident George Bush für das Veteranenministerium. Außerdem war er Leiter (Executive Director) der präsidentialen Fitnesskommission. Wilmer Mizell verbrachte seinen Lebensabend in Midway. Er starb während eines Besuchs in Texas.